# توماس كريتشمان
توماس كريتشمان (بالألمانية: Thomas Kretschmann)‏ مواليد 8 سبتمبر 1962 في ألمانيا الشرقية، هو ممثل ألماني بدأ مسيرته الفنية عام 1988.

## الأعمال

### أفلام
- ستالينغراد
- جهاز حفر
- يو - 571
- بليد 2
- عازف البيانو
- 24
- السقوط
- ريزدنت إيفل: آبوكاليبس
- كينغ كونغ
- وانتد
- ويسكي تانغو فوكستروت
- سائق سيارة أجرة

## روابط خارجية
- توماس كريتشمان على موقع IMDb (الإنجليزية)
- توماس كريتشمان على موقع روتن توميتوز (الإنجليزية)
- توماس كريتشمان على موقع مونزينجر (الألمانية)
- توماس كريتشمان على موقع قاعدة بيانات الأفلام العربية
- توماس كريتشمان على موقع قاعدة بيانات الأفلام العربية
- توماس كريتشمان على موقع ألو سيني (الفرنسية)
- توماس كريتشمان على موقع أول موفي (الإنجليزية)
- توماس كريتشمان على موقع قاعدة بيانات الأفلام السويدية (السويدية)
- توماس كريتشمان على موقع إن إن دي بي (الإنجليزية)
- توماس كريتشمان على موقع قاعدة بيانات الفيلم (الإنجليزية)